# Оливейра, Фернан де

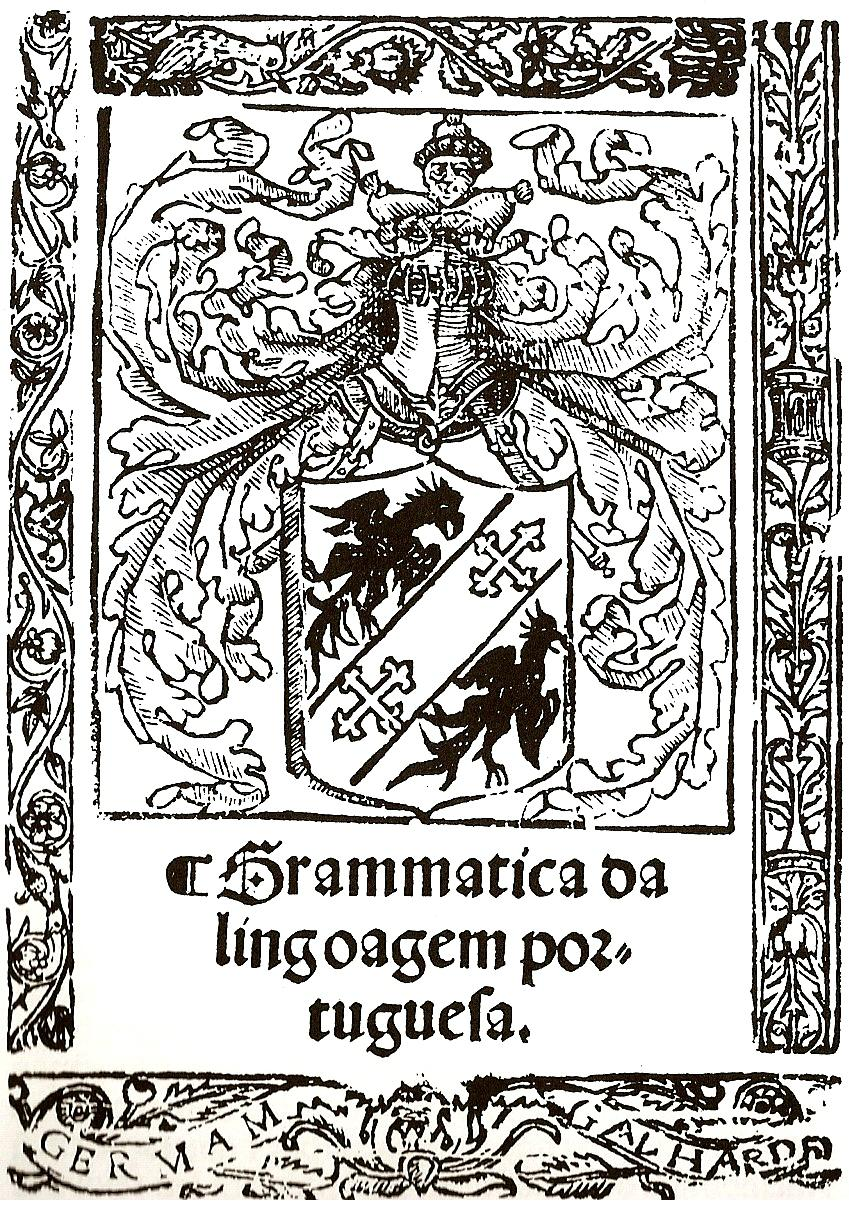
Фернан де Оливейра. «Грамматика португальского языка». XVI век

Фернан де Оливейра (порт. Fernão de Oliveira; около 1507, Северная Португалия — около 1581) — португальский лингвист, грамматик, доминиканский монах, историк, прозаик, переводчик, картограф, педагог, гуманист эпохи Возрождения. Во многом способствовал становлению португальского литературного языка на раннем этапе.

## Биография
По видимому, происходил из среды третьего сословия: его отцом был Эйтор де Оливейра — судья по делам сирот. В 1517 или
1520 году поступил послушником в Доминиканский монастырь в Эворе, где под руководством видного гуманиста первой половины XVI века Андре де Резенде изучал семь свободных искусств.
В конце 1520-х или начале 1530-х годов Оливейра по неизвестным причинам покинул монастырь и отправился в Испанию, где жил в городе Алькала-де-Энарес. Там он познакомился с грамматикой испанского языка Антонио де Небрихи, которого он упоминает в своей грамматике.
Около 1535 г. он вернулся в Португалию и поселился в Лиссабоне, служил домашним учителем у детей Жуана де Барруша и Фернанду де Алмады, которому посвятил свою грамматику, опубликованную в 1536 г.
Около 1540 г. Оливейра отплыл в Италию, но попал в плен у южных берегов Франции. Во Франции он служил лоцманом на галере, в плену изучал кораблестроение и навигацию, посещал французские верфи. Известно, что в 1545 г. Оливейру под именем лоцмана Мартинью зачислили во французскую эскадру, сформированную по указанию короля Франции Франциска I для борьбы с английским флотом. Попал в плен к англичанам.
В Англии, как и во Франции, Оливейра продолжил совершенствовать свои познания и навыки в морском деле на английских верфях. Около 1548 г. ему удалось вернуться в Португалию, но на родине по доносу стал узником инквизиции. Его подозревали в симпатиях к набиравшему в то время протестантизму. В 1551 г., благодаря заступничеству кардинала Энрике (будущего короля Энрике I) вышел на свободу.
В 1552 году стал королевским капелланом. Участвуя в экспедиции, организованной королём Жуан III в Северную Африку, снова попал в плен, где пребывал один год. В 1555 г. был назначен ревизором типографии Коимбрского университета, где позже он преподавал риторику. С 1555 по 1557 г. снова был заключен в тюрьму.
С этого момента о его жизни ничего не известно, известно, только что в 1565 году Фернан де Оливейра получил пенсию от короля Португалии Себастьяна I. Умер около 1581 года.

## Научная деятельность
Его перу принадлежат разные по жанру сочинения:
- 1536 — «Грамматика португальского языка» (Grammatica da linguagem portugueſa);
- 1555 — «Искусство войны на море, вновь написанное Фернанду Оливейрой и обращенное зело великолепному сеньору, сеньору дону Нуну да Кунья, капитану галер зело могущественного короля Португалии Жуана Третьего» (Arte da guerra do mar novamente eſcrita per Fernandooliueyra, & dirigida ao muyto manifi co ſenhor, o ſenhor dom Nuno da cunha capitão das galees do muy poderoſo rey do Portugal dom Iohão o terceyro);
- 1550 — «Искусство мореплавания» (Ars nautica; на латинском языке);
- 1550 — «Путешествие Фернана Магальяйша, написанное человеком, который был в его команде» (A viagem de Fernão Magalhães escrita por um homem que foi em sua companha);
- 1580 — «Книга о строительстве кораблей, вновь составленная лиценциатом Фернанду Оливейрой» (O Liuro da fabrica das naos, composto de novo pello licenciado Fernando Oliveira);
- 1581 — «История Португалии, собранная из сочинений древних авторов и хроник, выверенных лиценциатом Фернаном де Оливейрой» (Hestorea do Portugal, recolhida de escritores antigos, e crónicas aprovadas pelo licenciado Fernão de Oliveira).

Большинство своих сочинений Оливейра написал на португальском языке, за исключением латиноязычного трактата Ars nautica («Искусство мореплавания»). Среди этих сочинений особое место занимает «Путешествие Фернана де Магеллана, написанное человеком, который был в его команде» (A viagem de Fernão Magalhães escrita por um homem que foi em sua companha). Вероятно, это одно из первых сочинений по истории мореплавания. Здесь рассказывается о путешествии Фернана де Магеллана (в португальской транскрипции Магальяйнша; 1519—1521).
Он также перевёл с латыни на португальский язык трактат Луция Юния Модерата Колумеллы «О сельском
хозяйстве» (De re rustica).